# Talestri

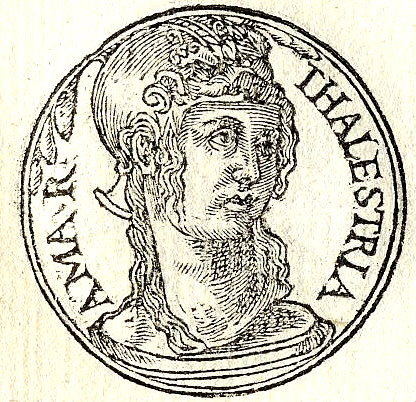
Talestri, dal Promptuarii Iconum Insigniorum

Secondo un racconto leggendario contenuto nel Romanzo di Alessandro, Talestri fu una regina delle Amazzoni che divenne l'amante di Alessandro Magno. 
La leggenda narra che Talestri si recò all'accampamento di Alessandro scortata da 300 compagne; qui i due sovrani giacquero assieme per tredici notti, desiderando generare dei figli iniziatori di una nuova razza umana forte e intelligente come il macedone.
Il racconto è citato nel VI libro delle Historiae Alexandri Magni di Curzio Rufo.
La sua figura ha  ispirato Maria Antonia Walburga, che compose il dramma musicale Talestri, regina delle Amazzoni (eseguito nel 1760 al castello di Nymphenburg). L'episodio è anche alla base del romanzo storico per ragazzi di Bianca Pitzorno L'amazzone di Alessandro Magno.